# Heilbronner Neckarcup 2017
L'Heilbronner Neckarcup 2017 è stato un torneo maschile di tennis giocato sulla terra rossa. È stata la 4ª edizione del torneo, facente parte della categoria Challenger 125 nell'ambito dell'ATP Challenger Tour 2017. Si è giocato al TC Heilbronn Trappensee E.V. 1892 di Heilbronn, in Germania, dal 15 al 21 maggio 2017.

## Partecipanti

### Teste di serie
| Nazionalità | Giocatore       | Ranking* | Testa di serie |
| ----------- | --------------- | -------- | -------------- |
| Argentina   | Nicolás Kicker  | 92       | 1              |
| Russia      | Evgenij Donskoj | 94       | 2              |
| Rep. Ceca   | Adam Pavlásek   | 95       | 3              |
| Slovacchia  | Norbert Gombos  | 103      | 4              |
| Svizzera    | Henri Laaksonen | 105      | 5              |
| Argentina   | Guido Pella     | 109      | 6              |
| Slovacchia  | Andrej Martin   | 112      | 7              |
| Norvegia    | Casper Ruud     | 119      | 8              |

* Ranking al 8 maggio 2017.

### Altri partecipanti
I seguenti giocatori hanno ricevuto una wild card per il tabellone principale:
- Daniel Altmaier
- Daniel Brands
- Marsel İlhan
- Yannick Maden

I seguenti giocatori sono passati dalle qualificazioni:
- Samuel Groth
- Dominik Koepfer
- Filip Krajinović
- Cedrik-Marcel Stebe

## Campioni

### Singolare
Filip Krajinović ha sconfitto in finale  Norbert Gombos con il punteggio di 6–3, 6–2.

### Doppio
Roman Jebavý /  Antonio Šančić hanno sconfitto in finale  Adil Shamasdin /  Igor Zelenay con il punteggio di 6–4, 6–1.